# 羅克福德鎮區 (明尼蘇達州賴特縣)
羅克福德鎮區（英語：Rockford Township）是位於美國明尼蘇達州賴特縣的一個行政鎮區。

## 地方資料
羅克福德鎮區的面積為90.85平方千米，當中陸地面積為85.58平方千米，而水域面積為5.27平方千米。根據2020年美國人口普查的數據，當地共有人口3371人，而人口密度為每平方千米37.11人。